# Noordin Mohammed Top
Noordin Mohammed Top (11 août 1968 – 17 septembre 2009), également connu sous les pseudonymes de Din Moch Top, Muh Top et Mat Top, est un islamiste malais, responsable d'une branche dissidente de l'organisation armée islamiste indonésienne, Jemaah Islamiyah. Impliqué dans de nombreuses attaques dont l'attentat de Bali en 2002, il était le militant islamiste le plus recherché d'Indonésie.

## Biographie
Il naît le 11 août 1968 à Kluang en Malaisie.
Il est le responsable de Tanzim Qaedat al-Jihad, une branche dissidente de l'organisation armée indonésienne Jemaah Islamiyah, réputée proche d'Al-Qaïda.
Selon le FBI, Top est réputé être un expert en explosifs, un financier, un recruteur et un fournisseur de bombes pour Jemaah Islamiyah. 
Responsable de nombreuses attaques perpétrées au début des années 2000 dans le sud-est de l'Asie, il est responsable des attentats de Bali en 2002, de l'hôtel Marriott de Jakarta en 2003, de l'ambassade australienne de Jakarta en 2004, de Bali en 2005 et du JW Marriott-Ritz Carlton dans la capitale indonésienne en juillet 2009.
Durant neuf ans, Top échappe à plusieurs tentatives de capture de la part des autorités indonésiennes. Le 8 août 2009, il est présumé tué dans un raid de la police mené à Temanggung, village de l'île de Java, mais il s'avère que le militant abattu, répondant au nom de Rumah Ibrohim Mulai Ramai, n'était pas celui recherché. Ibrohim était toutefois l'un des aides de Top, suspecté de complicité dans les attentats de Jakarta en juillet de la même année.

## Décès
Noordin Mohammed Top est mort le 17 septembre 2009, tué à l'issue d'un raid mené par la police contre une maison du centre de Java. Il est abattu avec trois autres militants après un siège de sept heures.
Des tests ADN réalisés sur sa dépouille confirment son décès.